# Coregonus migratorius
Coregonus migratorius of Baikalhouting (soms als ondersoort van Coregonus autumnalis: C. a. migratorius) is een soort houting uit de orde van zalmachtigen (Salmoniformes). Het is een endemische soort houting uit het Baikalmeer, die daar омуль (omoel) wordt genoemd. De vis is daar van groot economisch belang.

## Beschrijving
De omoel is een houtingsoort die gemiddeld 34 – 39 cm lang wordt en weegt 600 tot 800 g (max 56 cm en 2,5 kg). In het Russisch heet de vis omoel (Омуль байкальский). Hij leeft uitsluitend in het Baikalmeer.
De omoel leeft van zoöplankton en houdt zich op in het open water op een diepte van 345–450 m. De paaitijd is oktober, dan trekken deze houtingen op naar de rivieren die het meer voeden met water, zoals de Selenga.
Binnen het meer onderscheidt men nog vier of vijf verschillende vormen, die mogelijk te maken hebben met verschillende beken waarin de houtingen paaien.
Er bestaat een uitgebreide beroepsvisserij op de omoel. Het is een smakelijke vis, die op verschillende manieren kan worden bereid en gegeten. Ook het kuit wordt gegeten als een omoelkaviaar. De vis wordt ook naar West-Rusland geëxporteerd.

## Gerookte Omoel aan het Baikalmeer

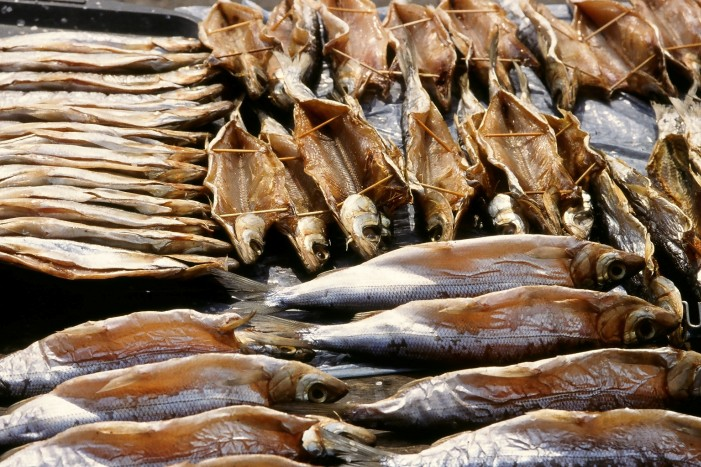
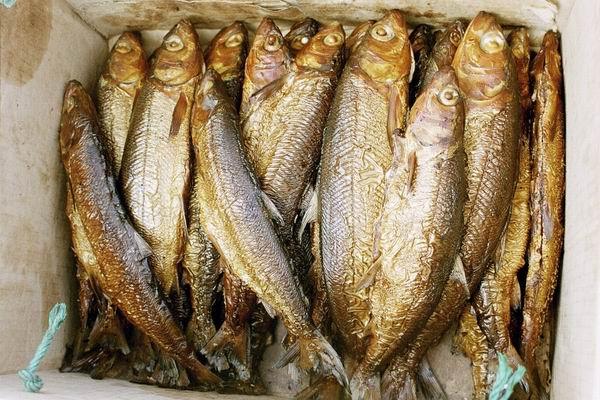
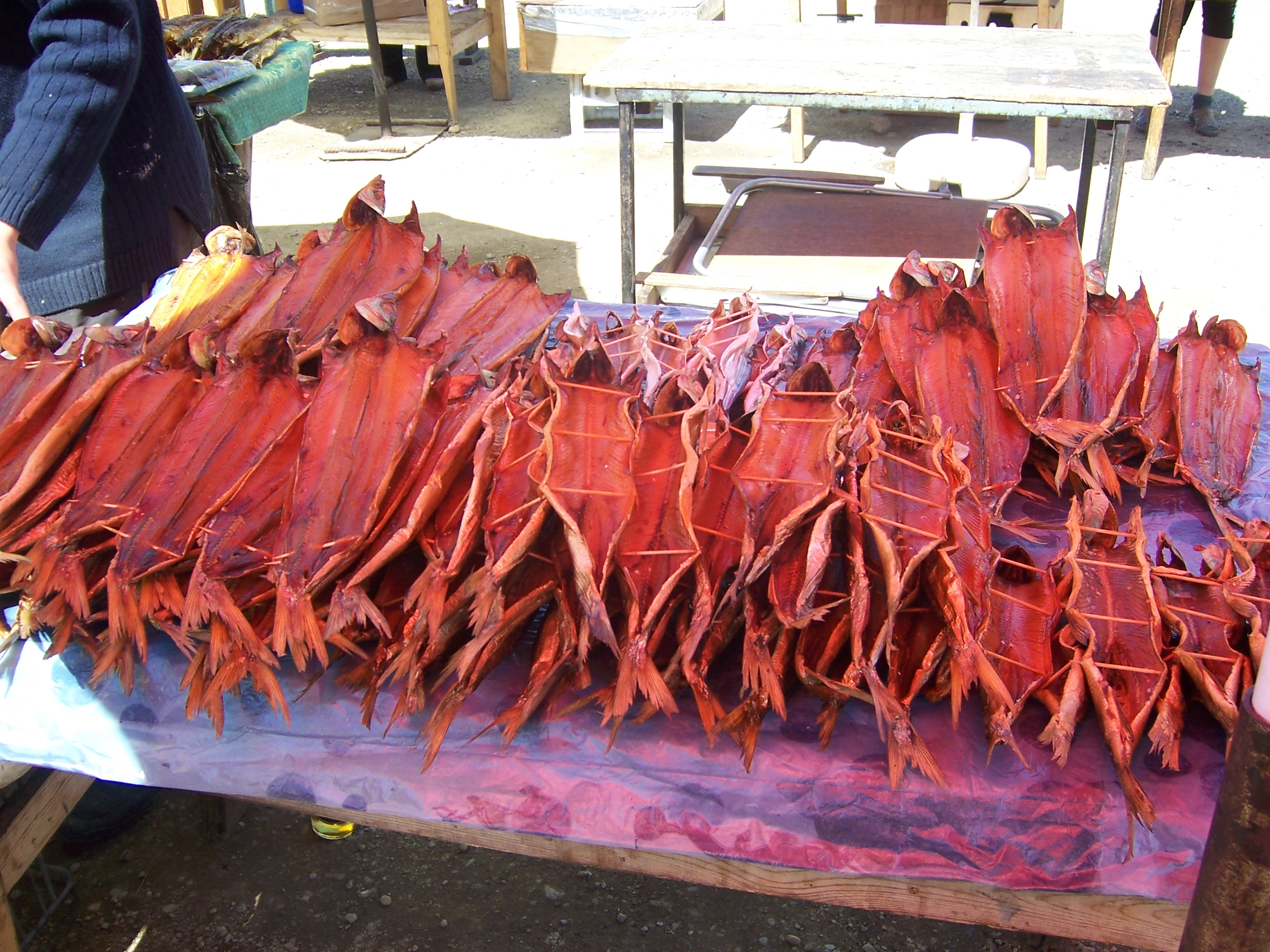
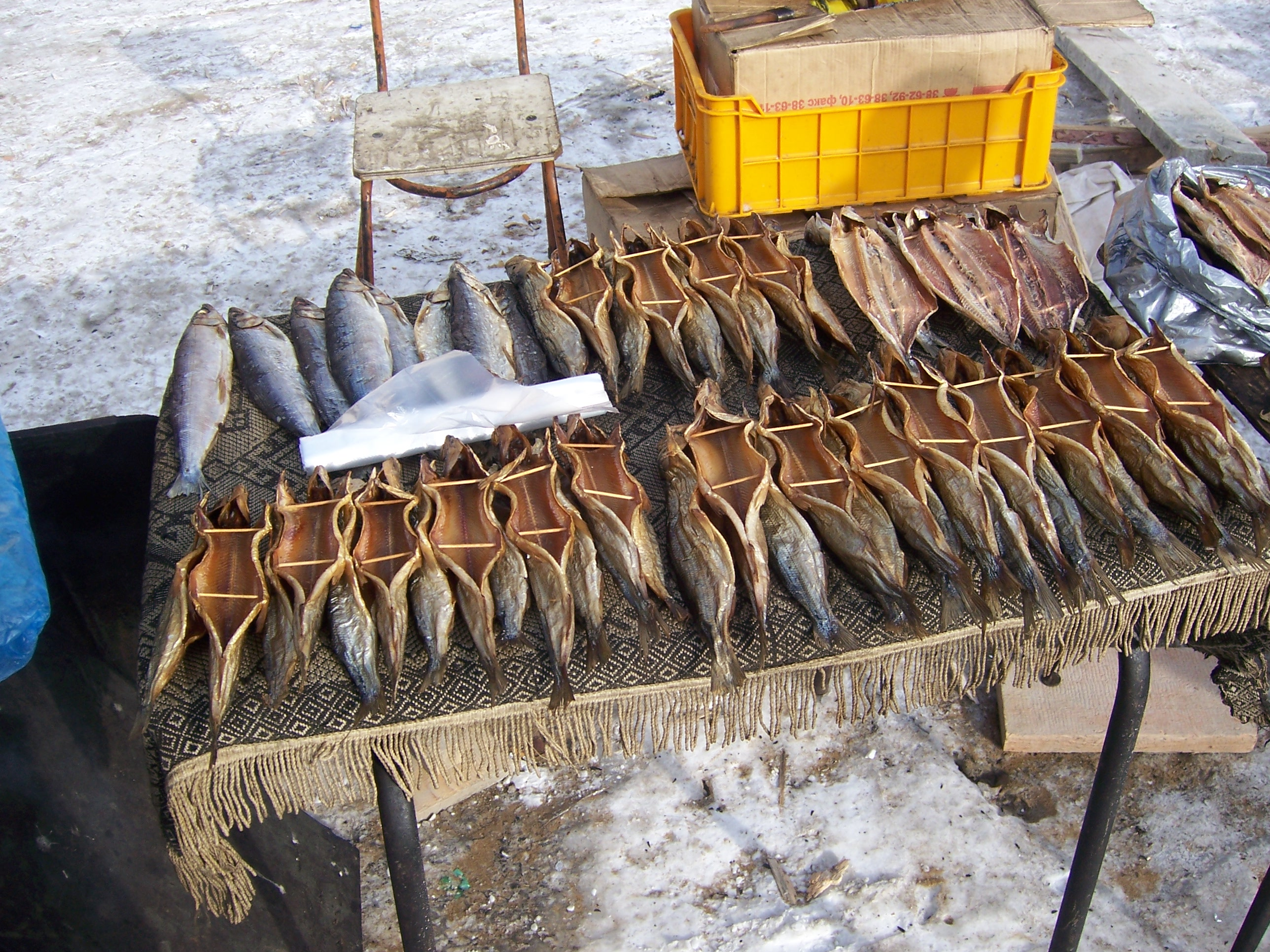